# Haunted Valley
Haunted Valley es un serial de películas de aventura estadounidense de 15 episodios protagonizados por Ruth Roland, en la que Ruth Ranger, presidenta de una empresa de ingeniería dedicada a un proyecto de construcción en el Dique del Río Lost, saca un préstamo un millón de dólares por tres meses de su  supuesto amigo Harry Mallinson con el "Valle Encantado" como garantía. Se desconoce si la película actualmente sobrevive.

## Episodios
El serial constó de quince episodios, publicados desde el 6 de mayo de 1923 al 12 de agosto del mismo año. A continuación, se mostrará el listado y el nombre de los mismos, tanto en inglés como en castellano:
1. Bound to the Enemy (Atado al enemigo)
2. Adventure in the Valley (Aventura en el Valle)
3. Imperiled at the Sea (En peligro en el mar)
4. Into the Earthquake Abyss (En el abismo del terremoto)
5. The Fight at Lost River Dam (La lucha en la presa del río Lost)
6. The Brink of Eternity (El borde de la eternidad)
7. The Midnight Raid (La redada de medianoche)
8. The Radio Trap (La trampa de la radio)
9. The Ordeal of Fire (La prueba del fuego)
10. The 100th Day (El día 100)
11. Called to Account (Llamado a cuenta)
12. Double Peril (Doble peligro)
13. To Hazardous Height (A altura peligrosa)
14. In Desesperate Flight (En vuelo desesperado)
15. Disputed Treasure (Tesoro en disputa)

## Reparto
- Ruth Roland como Ruth Ranger;
- Jack Dougherty como Eugene Craig;
- Larry Steers como Henry Mallinson;
- Eulalie Jensen como Vivian Delamar;
- Aaron Edwards como Denslow;
- William Ryno como Weatherby;
- Francis Ford como Sharkey;
- Edouard Trebaol como Dinny;
- Noble Johnson